# 西村泰志
西村 泰志（にしむら やすし、1950年1月10日 - ）は、愛媛県出身の日本の建築工学・建築構造学者。大阪工業大学第12代学長・名誉教授、建築会元会長・第4代八幡工学実験場長。工学博士（京都大学）。学校法人常翔学園理事長。日本建築学会構造委員会鋼コンクリート合成構造運営委員会元幹事・鋼コンクリート接合部設計指針作成小委員会元主査。
専門は建築構造・建築工学、コンクリート工学。特に、柱RC梁S構造接合部の統一的構造力学モデル研究の第一人者の一人。

## 経歴
1973年大阪工業大学工学部建築学科卒業。鹿島建設勤務を経て、1976年大阪工業大学大学院工学研究科建築学専攻修士課程修了。同年、大阪工業大学工学部助手。講師、助教授を経て、1999年同学部建築学科教授。その間、テキサス大学オースティン校客員研究員として研究に従事し、京都大学にて工学博士号を取得。
第4代八幡工学実験場長、学生部長、工学部長などを経て、2015年に大阪工業大学第12代学長に就任（2019年10月まで）。建築学科同窓会である「建築会」の会長も歴任。2018年日本建築学会賞（論文）受賞。2020年大阪工業大学名誉教授。
大阪工業大学工学部建築学科にて約40年の長きに渡り教鞭を執った。同年、学校法人常翔学園理事長に就任。
大阪工業大学の理工系大学としての教育および学生の学力の質保証を推進し、2016年の大学教育再生加速プログラム（AP：Acceleration Program for University Education Rebuilding）「高大接続改革推進事業」- テーマⅤ 「卒業時における質保証の取組の強化」に採択（全国の応募大学116校から関西の私立大学としては唯一の採択）されるなど、大学改革に貢献した。独立行政法人日本学術振興会の中間評価で、大阪工業大学は5段階評価における最高ランクの「S評価」を獲得。

## 主な研究
- 柱RC・梁Sとする梁貫通形式柱梁接合部の応力伝達機構と抵抗機構 - 日本建築学会賞（論文）2018[9]
- 合成構造の柱はり接合部の研究
- 耐震壁のせん断挙動に関する研究
- 兵庫県南部地震の被害 〜 SRCに関する研究
- 高強度コンクリートSRCの研究
- 鉄骨部材と鉄筋コンクリート部材で構成される継手部の補強方法に関する実験
- RCS接合部の水平圧縮束による応力伝達におよぼす軸力の効果[10]

建築・土木工学の産学連携施設である西日本最大級の同大学八幡工学実験場長（第4代）も務めた。
また、日本最大級の無料オンライン大学講座JMOOCで「土木・建築」の認定講座の建築構造講師も担当。